# Центральна збагачувальна фабрика «Суходільська»
Центральна збагачувальна фабрика «Суході́льська» — збудована за проєктом «Південдіпрошахту» і стала до ладу 1962 року з проєктною потужністю 3180 тис. тонн на рік. У 1972 році проведено реконструкцію з підвищенням потужності до 5100 тис. тонн на рік. Фабрика має двосекційну схему для нарізного збагачення коксівного та енергетичного вугілля: класу +13 мм — у важких середовищах (магнетитова суспензія), 0,5—13 мм — у відсаджувальних машинах, 0—0,5 мм — флотацією. Дрібний концентрат піддається сушінню термічним способом у барабанних сушарках. Оснащення фабрики виконано на прогресивній технічній базі свого часу й неодноразово вдосконалювалося, оскільки в 70-ті роки ставили за мету вивести ЦЗФ «Суходільську» на рівень зразкового підприємства з рекордним рівнем продуктивності праці. З 1998 року фабрика законсервована у зв'язку з виходом з ладу головного конвеєрного моста.
Місцезнаходження: м. Суходільськ, Луганська обл., залізнична станція Краснодон.